# کاترین ریتمن
کاترین ریتمن (به انگلیسی: Catherine Reitman) (زاده ۲۸ آوریل ۱۹۸۱) بازیگر آمریکایی است.
از فیلم‌های معروف او می‌توان به بازی در بتهوون، قسمت دوم، باردار، دوستت دارم، مرد، دوستی با مزایا، پست‌گرد، فیلادلفیا همیشه آفتابی است، آشنایی با مادر و ویدز اشاره کرد.